# Irish Wish
Irish Wish är en amerikansk fantasy- och romantisk komedifilm som hade premiär den 15 mars 2024 på strömningstjänsten Netflix. Filmen är regisserad av Janeen Damian. Filmens manus har skrivits av Kirsten Hansen.

## Handling
Filmen kretsar kring Maddie Kelly (Lindsay Lohan) som ska vara brudtärna på hennes bästa väns bröllop. Innan bröllopet gör Maddie en önskan om sann kärlek, och vaknar upp som den blivande bruden.

## Rollista (i urval)
- Lindsay Lohan – Maddie Kelly
- Edward Speleers – James Thomas
- Alexander Vlahos – Paul Kennedy
- Ayesha Curry – Heather
- Elizabeth Tan – Emma Taylor
- Jane Seymour – Rosemary Kelly
- Dakota Lohan – Finn
- Matty McCabe – Kory Kennedy